# گورستان گورخواجه
قبرستان گورخواجه مربوط به دوره قاجار است و در شهرستان اسلام‌آباد غرب، بخش مرکزی، دهستان حومه شمالی، ۲۰۰ متری شمال شرقی روستای سیمانی سفلی واقع شده و این اثر در تاریخ ۲۶ اسفند ۱۳۸۷ با شمارهٔ ثبت ۲۵۷۱۷ به‌عنوان یکی از آثار ملی ایران به ثبت رسیده است.